# Early Noise
Early Noise（アーリーノイズ）は、音楽ストリーミングサービスのSpotifyが、その年に飛躍が期待される次世代アーティスト10組を毎年年初に選出し、同名のプレイリストなどを通じて、リスナーに紹介するプログラムである。

## 概要
「Early Noise」は2017年より日本で始まり、これまでにあいみょん、Official髭男dism、King Gnu、ビッケブランカ、Vaundy、藤井風などが新進アーティストとして選出され、多くの新しいリスナーを獲得しブレイクを果たしている。
プログラム開始から5年目となる2021年からは、新たに名称を「RADAR：Early Noise」に改め、2020年3月に開始したグローバルプログラム「RADAR」（世界各地の多様な新進アーティストをピックアップして紹介する）との連携強化を実施した。
プログラムの一環として定期的にライブイベント「Early Noise Night」を実施し、そこでは毎回3～4組のアーティストのパフォーマンスが届けられている。

## 選出アーティスト
Early Noise 2017
- ビッケブランカ
- RIRI
- DYGL
- The Hotpantz
- ロザリーナ
- NOT WONK
- あいみょん
- CHICO CALITO
- BANANALEMON
- 横山リサ
- Jess Connely
- yahyel
- 向井太一
- STUTS

Early Noise 2018
- CHAI
- SPiCYSOL
- evening cinema
- Awich
- Scarf & the SuspenderS
- あっこゴリラ
- ものんくる
- SUNNY CAR WASH
- SUSHIBOYS
- カネコアヤノ
- odol
- PAELLAS
- 羊文学
- Official髭男dism
- フレンズ
- 小袋成彬
- FAKY

他
Early Noise 2019
- EMMA WAHLIN
- Ghost like girlfriend
- Mega Shinnosuke
- 中村佳穂
- Yo-Sea
- ずっと真夜中でいいのに。
- King Gnu
- 秋山黄色
- SASUKE
- kitri

Early Noise 2020
- 神山羊
- Karin.
- ゲシュタルト乙女
- Daichi Yamamoto
- Novelbright
- Vaundy
- 藤井風
- Friday Night Plans
- Maica_n
- Rina Sawayama

RADAR: Early Noise 2021
- 映秀。
- カメレオン・ライム・ウーピーパイ
- (sic)boy
- Doul
- chilldspot
- Tokimeki Records
- にしな
- PEOPLE 1
- macico
- LEX

RADAR: Early Noise 2022
- ao
- 秋山璃月
- ego apartment
- CVLTE
- 菅原圭
- tonun
- Bialystocks
- Bleecker Chrome
- Penthouse
- WurtS

RADAR: Early Noise 2023
- Skaai
- DURDN
- Tele
- TOMOO
- なとり
- 春ねむり
- Furui Riho
- ヤングスキニー
- LANA
- れん

RADAR: Early Noise 2024
- MFS
- 音田雅則
- サバシスター
- JUMADIBA
- jo0ji
- CHO CO PA CO CHO CO QUIN QUIN
- tuki.
- 十明
- First Love is Never Returned
- 離婚伝説

RADAR: Early Noise 2025
- AKASAKI
- ziproom
- 7co
- 乃紫
- PAS TASTA
- Billyrrom
- ブランデー戦記
- Lavt
- reina
- レトロリロン